# Sanmina
Sanmina Corporation (NASDAQ: SANM) é uma empresa norte-americana de fabricação de equipamentos eletrônicos, com sede em San José, Califórnia, que atende original equipment manufacturers. É voltada para a área de tecnologia e equipamentos de informática.